# Тюпріха
Тюпрі́ха (рос. Тюприха) — присілок у складі Тарногського району Вологодської області, Росія. Входить до складу Забірського сільського поселення.

## Населення
Населення — 85 осіб (2010; 131 у 2002).
Національний склад (станом на 2002 рік):
- росіяни — 98 %